# Papentorenvest
De Papentorenvest is een straat en voormalige singel in de Noord-Hollandse stad Haarlem. De naam is ontleend aan de in 1868 gesloopte Papentoren die zich op de hoek met de Oostersingelgracht bevond.

## Situering
De straat loopt vanaf de Gedempte Oostersingelgracht tot aan het Spaarne. De straat kruist de Harmenjansweg en gaat als voetgangers- en fietsstraat verder. De autoweg gaat met de bocht verder als de Harmenjansweg richting de binnenstad.
Van de Papentorensingel resteert nog een klein deel aan het einde van de straat, waar de straat een bocht maak naar de Catharijnebrug, aan het Spaarne, in het verlengde van de Nieuwe Gracht. 

## Herontwikkeling
Aan de Papentorenvest bevindt zich de voormalige gevangenis De Koepel, een rijksmonument waarvan het terrein en het gebouw worden herontwikkeld. Hierbij wordt overwogen het water terug te brengen in de Papentorensingel tot aan de Herensingel en ook in een deel van de (Gedempte) Oostersingelgracht, die dan als verkeerweg zou worden afgewaardeerd.